# 巴士拉州
巴士拉州（Vilâyet-i Basra），奥斯曼帝国设立的州级行政区划，其首府为巴士拉，区划范围主要包括在今伊拉克南部及科威特北部地区。巴士拉州历史上曾管辖着向北到纳西里耶和阿马拉，向南到科威特北部的广大地区。理论上，它的南端和西端并没有边界，南端直到卡塔尔，西端到内志桑贾克都曾归其管辖。
20世纪初，该州面积据说有16,482平方英里（42,690平方），而更加奥斯曼帝国在1885年进行1908年公布的首次普查结果，该州人口估计为200000。该州首府巴士拉是一个军事重镇，有400至500军人永久驻防，且是波斯湾内奥斯曼帝国海军的母港。

## 历史

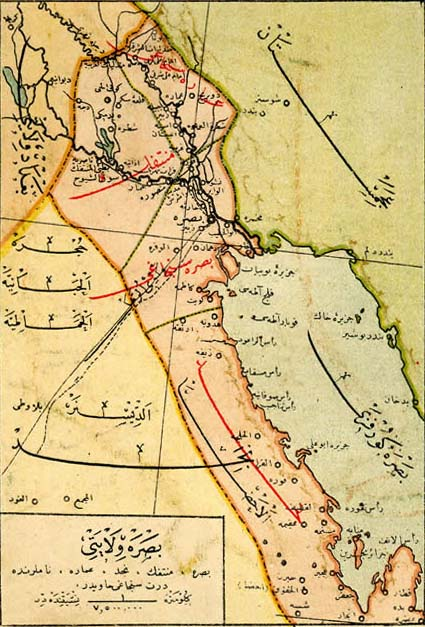
巴士拉州地图（1884年至1899年）

巴士拉州初设于1875年，1880年被撤销，1884年又以巴格达州南部桑贾克析出重新设立。
1884年后，该州曾短暂地扩展到波斯湾西岸的内志、哈萨一带，包括胡富夫、卡塔尔、卡提夫均在其辖区内。
1899年，科威特萨巴赫家族的穆巴拉克·萨巴赫与英国签署一项条约，规定英国将保护科威特不受任何外来侵略，使科威特事实上变为英国的一个保护国。尽管科威特政府希望从奥斯曼帝国独立或将自身置于英国统治下，但直到第一次世界大战前英国均认可奥斯曼帝国将科威特视为本国一个自治“卡扎”。
1914年11月22日，巴士拉州被英国占领，除被沙特占领地区和科威特外全部辖区被并入1915年7月成立的美索不達米亞託管地。

## 行政区划
巴士拉州下辖多个桑贾克 。
| 编号 | 桑贾克         | 首府     | 备注                                           |
| ---- | -------------- | -------- | ---------------------------------------------- |
| 1    | 阿马拉桑贾克   | 阿马拉   |                                                |
| 2    | 巴士拉桑贾克   | 巴士拉   |                                                |
| 3    | 迪瓦尼耶桑贾克 | 迪瓦尼耶 |                                                |
| 4    | 蒙塔菲克桑贾克 |          |                                                |
| 5    | 内志桑贾克     | 内志     | 1875年至1913年，此前属巴格达州，此后被沙特占领 |